# Luigi di Canossa
Luigi di Canossa (20 april 1809 – 12 maart 1900) was een Italiaans kardinaal-priester.

## Biografie
In 1841 werd hij tot priester gewijd. In 1861 werd hij benoemd tot bisschop van Verona. Deze functie zou hij de volgende 39 jaar bekleden. Hij werd tot kardinaal-priester gewijd in 1877 door Pius IX.
Met het overlijden van Teodolfo Mertel in 1899 werd hij de oudst nog levende kardinaal. Hij overleed in 1900 op 90-jarige leeftijd.